# Maldegem
Maldegem (fr. Maldeghem) – miejscowość i gmina (gemeente) w Belgii, w Regionie Flamandzkim, w prowincji Flandria Wschodnia, w okręgu Eeklo.

## Podział administracyjny
W skład gminy wchodzą dwie dzielnice (deelgemeente):
- Adegem
- Middelburg

## Demografia
- Źródła: NIS, od 1806 do 1981= według spisu; od 1990 liczba ludności w dniu 1 stycznia

1 stycznia 2024 całkowita populacja Maldegem liczyła 24 744 osoby. Łączna powierzchnia gminy wynosi 95,63 km², co daje gęstość zaludnienia 259 mieszkańców na km².

## Współpraca
Miejscowości partnerskie:
- Adria, Włochy
- Ermont, Francja
- Lampertheim, Niemcy
- Świdnica, Polska
- Wierden, Niderlandy